# Hong Kong Film Awards, 1986
A cincea ediție a Hong Kong Film Awards a avut loc în 1986.

## Premii

### Cel mai bun film
| Câștigător | Film câștigător | Nominalizări                              |
| ---------- | --------------- | ----------------------------------------- |
| -          | Police Story    | - Women - Illegal Immigrant - Mr. Vampire |

### Cel mai bun regizor
| Câștigător   | Film câștigător   | Nominalizări                                                                                                 |
| ------------ | ----------------- | --- |
| Mabel Cheung | Illegal Immigrant | - Stanley Kwan — Women - Sammo Hung — Heart of Dragon - Ricky Lau — Mr. Vampire - Jackie Chan — Police Story |

### Cel mai bun scenariu
| Câștigător                | Film câștigător              | Nominalizări |
| ------------------------- | ---------------------------- | --- |
| Jamie Luk, Tang Wing Hung | Love With a Perfect Stranger | - Chiu-Tai An-ping, Kit Lai — Women - Ng See Yuen — The Unwritten Law - Alex Law — Illegal Immigrant - Wong Ying, Barry Wong, Szeto Chuk Hon — Mr. Vampire |

### Cel mai bun actor
| Câștigător | Film câștigător | Nominalizări |
| ---------- | --------------- | --- |
| Kent Cheng | Why Me?         | - Chow Yun-fat — Women - Michael Hui — Mr. Boo Meets Pom Pom - Jackie Chan — Heart of Dragon - Jackie Chan — Police Story |

### Cel mai bun actor în rol principal
| Câștigător | Film câștigător | Nominalizări                                                                                  |
| ---------- | --------------- | --------------------------------------------------------------------------------------------- |
| Mang Hoi   | Yes Madam       | - Clarence Fok — Let's Make Laugh II - Lam Ching Ying — Mr. Vampire - Billy Lau — Mr. Vampire |

### Cea mai bună actriță în rol secundar
| Câștigător | Film câștigător     | Nominalizări                                                                         |
| ---------- | ------------------- | ------------------------------------------------------------------------------------ |
| Deanie Ip  | My Name Ain't Suzie | - Elaine Kam — Women - Polly Chan — Hong Kong Graffiti - Pauline Wong — Night Caller |

### Cel mai bun debutant
| Câștigător | Film câștigător    | Nominalizări                                                                    |
| ---------- | ------------------ | ------------------------------------------------------------------------------- |
| Polly Chan | Hong Kong Graffiti | - Michelle Yeoh — Yes, Madam - Mark Cheng — Cupid One - Billy Lau — Mr. Vampire |

### Cea mai bună cinematografie
| Câștigător     | Film câștigător | Nominalizări                                                                                                   |
| -------------- | --------------- | --- |
| Poon Hang Sang | Life and Death  | - Bill Wong — Women - Abdul Rumjohnn — Infatuation - Peter Ngor — Mr. Vampire - Cheung Yiu Tsou — Police Story |

### Cel mai bun montaj
| Câștigător      | Film câștigător    | Nominalizări |
| --------------- | ------------------ | --- |
| Chow Cheung Kan | Hong Kong Graffiti | - Chiang Kwok Keun, Ng Fung Lam — Infatuation - Cheung Yiu Chung — Mr. Vampire - Cheung Yiu Chung — Police Story |

### Cel mai bun regizor artistic
| Câștigător   | Film câștigător | Nominalizări |
| ------------ | --------------- | --- |
| Luk Suk Yuen | Night Caller    | - Tony Au — Women - William Chang Suk Ping — Infatuation - Lee King Man — My Name Ain't Suzie - Lam Sai Kan — Mr. Vampire |

### Cea mai bună luptă scenică
| Câștigător             | Film câștigător | Nominalizări |
| ---------------------- | --------------- | --- |
| Jackie Chan Stunt Team | Police Story    | - Corey Yuen, Mang Hoi — Yes, Madam - Yuen Biao, Lam Ching Ying — My Lucky Stars - Sammo Hung Stunt Team — Heart of Dragon - Sammo Hung Stunt Team — Mr. Vampire |

### Cea mai originală muzică de film
| Câștigător  | Film câștigător | Nominalizări                                                                       |
| ----------- | --------------- | ---------------------------------------------------------------------------------- |
| Melody Bank | Mr. Vampire     | - Law Wing Fai — Women - Lowell Lo — Infatuation - Waiorrend Lam — Heart of Dragon |

### Cel mai original cântec dintr-un film
| Câștigător                                                                       | Film câștigător | Nominalizări |
| -------------------------------------------------------------------------------- | --------------- | --- |
| 誰可相依 Compozitor: Waiorrend Lam Versuri de: Poon Yuen Leung Interpret: Su Rui | Heart of Dragon | - 最緊要好玩 — Working Class - Compozitor: Sam Hui - Versuri de: Richard Lam - Interpret: Sam Hui - 快樂老實人 — Infatuation - Compozitor: Lowell Lo - Versuri de: Susan Tang - Interpret: Lowell Lo - 誰能明白我 — The Owl and Dumbo - Compozitor: George Lam - Versuri de: Cheng Kwok Kong - Interpret: George Lam - 鬼新娘 — Mr. Vampire - Compozitor: Anders Nelsson - Versuri de: Cheng Kwok Kong - Interpret: 傑兒合唱團 |

### Premiul juriului
| Câștigător | Film câștigător | Nominalizări                                                                 |
| ---------- | --------------- | ---------------------------------------------------------------------------- |
| Kent Cheng | Why Me?         | - Terry Tong — Hong Kong Graffiti - Jamie Luk — Love With a Perfect Stranger |